# Mati Raidma

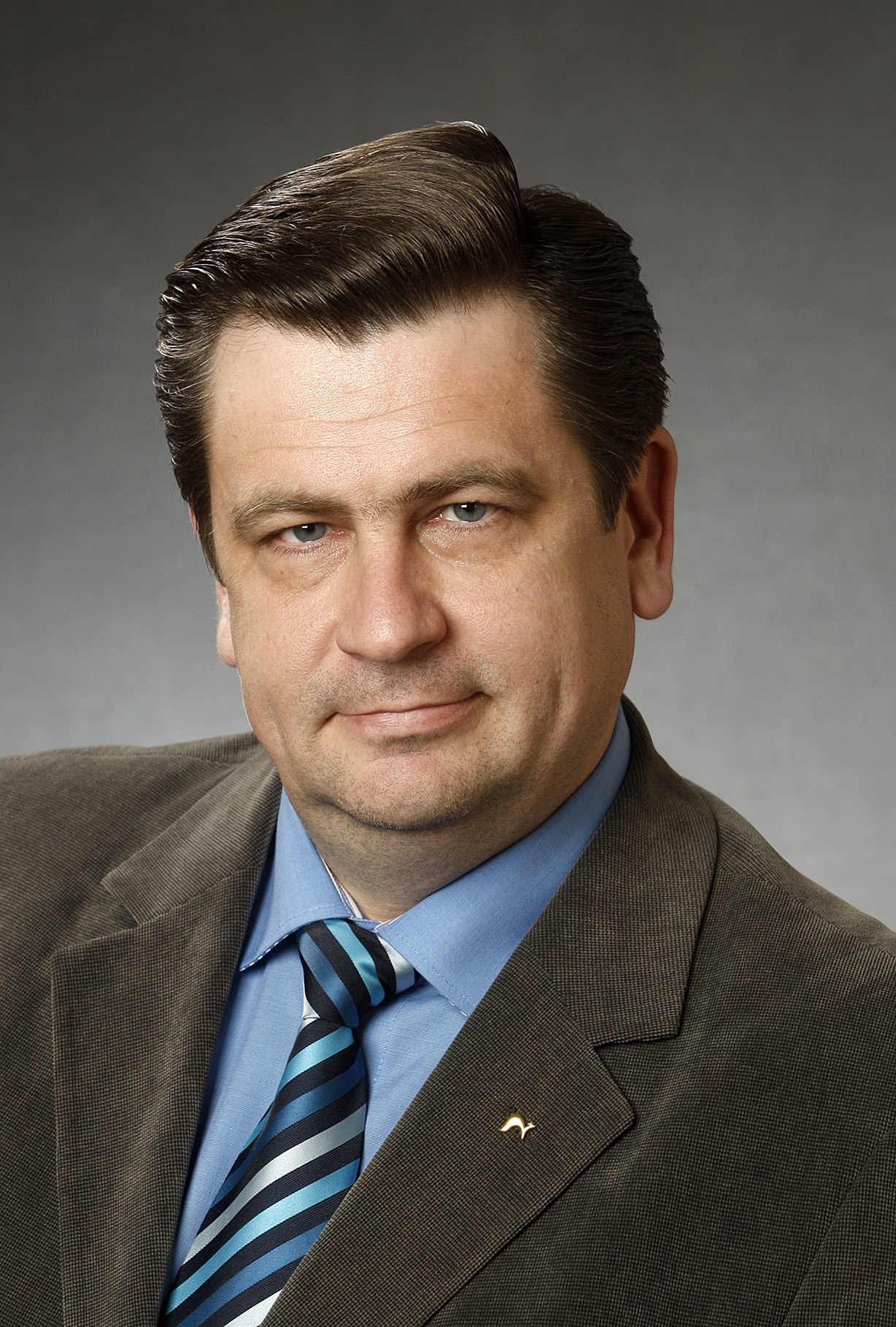
Mati Raidma (2011)

Mati Raidma (* 7. April 1965 in Iisaku, Kreis Ida-Viru, Estnische SSR) ist ein estnischer Politiker. Raidma gehört der liberalen Estnischen Reformpartei (estnisch Eesti Reformierakond) an. Von November 2014 bis April 2015 war er estnischer Umweltminister.

## Leben und Karriere
Mati Raidma besuchte bis 1983 die Schule in Nõo. Er schloss 1986 seine Ausbildung am Feuerwehrtechnikum von Leningrad ab. 1993 beendete er sein Studium am Höheren Feuerwehrtechnikum in Moskau als Ingenieur für Feuerwehrtechnik und Brandschutz. Dort promovierte er 2005.
Seine erste Arbeitserfahrung führte ihn von 1986 bis 1992 an die Feuerwehr von Pärnu. Von 1992 bis 2000 war Mati Raidma stellvertretender Direktor des estnischen Rettungsamtes (Päästeamet), das als oberste Behörde die Arbeit der Rettungsdienste in Estland koordiniert. Von 2000 bis 2006 war er Direktor der Behörde.
2006/2007 war Raidma als Berater von Ministerpräsident Andrus Ansip in der estnischen Staatskanzlei tätig. Gleichzeitig trat er der Reformpartei bei. Von 2007 bis 2014 war Raidma Abgeordneter des estnischen Parlaments (Riigikogu). Er war unter anderem Vorsitzender des Verteidigungsausschusses.
Vom 17. November 2014 bis 9. April 2015 war Mati Raidma estnischer Umweltminister im Kabinett von Ministerpräsident Taavi Rõivas. Nach dem Ausscheiden aus dem Kabinett kehrte er als Abgeordneter in das estnische Parlament zurück.

## Privatleben
Mati Raidma ist verheiratet und hat drei Kinder.